# Bambang (Turi)
Bambang is een bestuurslaag in het regentschap Lamongan van de provincie Oost-Java, Indonesië. Bambang telt 1026 inwoners (volkstelling 2010).